# Vera Sós
Vera Turán Sós (Budapeste, 11 de setembro de 1930 – 22 de março de 2023) foi uma matemática húngara, que trabalhou principalmente com teoria dos grafos, combinatória e teoria dos números.

## Formação e carreira

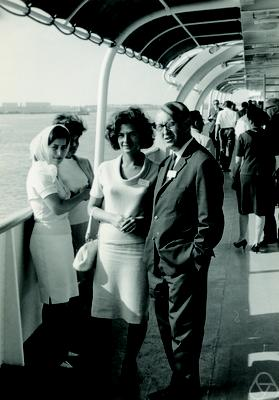
Vera Sós e Pál Turán (1966 em Moscou)

Após completar o ensino médio, quando Tibor Gallai foi um de seus professores, estudou na Universidade Eötvös Loránd, onde foi aluna de Paul Erdős e Alfred Rényi, com os quais também colaborou. Após a habilitação foi professora da Universidade de Budapeste, sendo desde 1987 professora pesquisadora do Instituto de Matemática da Academia de Ciências da Hungria. Vera Sós foi casada desde 1952 com o matemático Pál Turán (1910–1976), tendo o casal dois filhos.
Dentre seus doutorandos consta László Babai.

## Morte
Sós morreu em 22 de março de 2023.

## Obras
- Editora com Paul Erdős, Alfréd Rényi: Combinatorial theory and its Applications. North Holland 1970 (Konferenz in Budapest August 1969).
- Editora com László Lovász: Algebraic methods in graph theory. North Holland 1981.
- Editora com Ervin Győri: Recent trends in Combinatorics – the legacy of Paul Erdős. Cambridge University Press 2001.